# Międzymorze

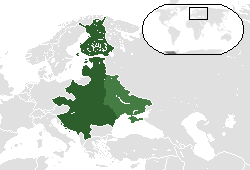
Karte einer der vorgeschlagenen Międzymorze-Föderations-Varianten. Das hellere Grün markiert ukrainische und weißrussische Territorien, die damals unter sowjetischer Herrschaft standen

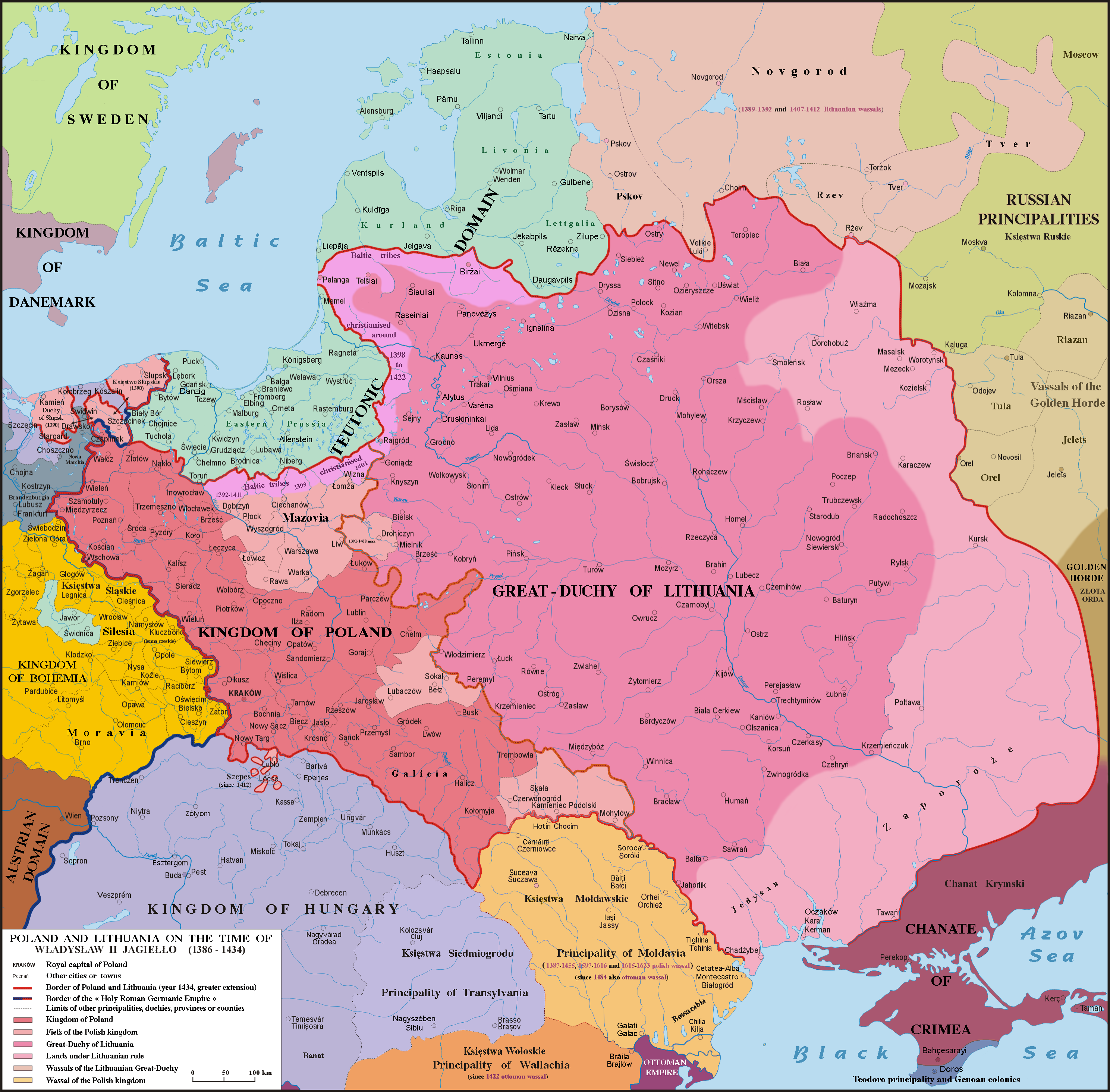
Polnisch-Litauische Union 1386–1434

Międzymorze (deutsch Zwischenmeer) war das vom polnischen Marschall Józef Piłsudski nach dem Ersten Weltkrieg konzipierte politische Großprojekt einer Konföderation der Staaten in dem Raum zwischen den beiden Meeren Schwarzes Meer und Ostsee.
Im deutschen und angelsächsischen, vor allem im politischen und wissenschaftlichen Sprachgebrauch wird die (inhaltlich gleiche) lateinische Bezeichnung Intermarium, seltener Intermarum, verwendet, in den osteuropäischen Ländern dagegen meist die dem Polnischen entsprechende slawische Variante. Zur Verwendung des Begriffs Intermarum siehe z. B. die Konferenz der Europäischen Geisteswissenschaftlichen Universität, Vilnius, Litauen im März 2012.

## Zwischenkriegszeit
Das Intermarium war de facto ein Projekt zur Wiederherstellung der Polnisch-Litauischen Union bzw. der Rzeczpospolita, die bis Ende des 18. Jahrhunderts bestand. Es sollte (zunächst) die Zweite Polnische Republik, die Ukraine, Belarus und Litauen umfassen. Später wurden auch Rumänien, Ungarn, Jugoslawien, die Tschechoslowakei und die anderen beiden baltischen Staaten (Lettland und Estland) sowie Finnland, das damals ebenfalls zum Baltikum gezählt wurde, eingeladen, sich an dem Projekt zu beteiligen. Ein wesentlicher dahinter stehender Gedanke war auch die Absicht, einen Staatenbund in Ostmitteleuropa zu schaffen, der sowohl der Sowjetunion als auch dem Deutschen Reich widerstehen könnte.

Länder unter der Herrschaft der Jagiellonen Dynastie im Jahr 1490: aktuelle Gebiete Litauen, Belarus, Ukraine, Polen, Tschechien, Slowakei, Ungarn, Kroatien, Rumänien

Allerdings fand der Plan Piłsudskis keine Unterstützung. Ukrainische, weißrussische und litauische Politiker befürchteten, in diesem Staatenbund würden sich Nichtpolen und besonders Nichtkatholiken als Bürger zweiter Klasse wiederfinden. Auch in Polen selbst gab es viele Befürworter eines ethnisch homogenen polnischen Nationalstaates. Viele Staaten Ostmitteleuropas waren auch untereinander verfeindet, zwischen ihnen bestanden eine Reihe von Grenzstreitigkeiten. Insbesondere Ungarn und Bulgarien erstrebten eine Revision ihrer als ungerecht empfundenen Grenzziehung auf Kosten ihrer Nachbarstaaten.
Dennoch konnte Piłsudski auf militärischem Weg im Polnisch-Sowjetischen Krieg Teile jener Gebiete in der heutigen westlichen Ukraine, Belarus und Litauens erobern (Kresy), die von Litauen in der Union von Krewo 1385 eingebracht worden und 1795 im Rahmen der Teilungen Polens ans Russische Reich gefallen waren. Dabei wurden die Erwartungen ukrainischer Politiker enttäuscht, welche sich die Gründung eines ukrainischen Staates auf dem Gebiet der heutigen Westukraine erhofften. Polen betrachtete diese ethnisch gemischt bevölkerten Territorien, insbesondere das Gebiet um Lemberg, als Teil eines polnischen Nationalstaats und zögerte nicht, ukrainische Unabhängigkeitsbestrebungen auch durch den Einsatz militärischer Gewalt zu bekämpfen. Der hartnäckige polnische Anspruch auf die im Osten eroberten Gebiete und der ähnlich motivierte litauisch-polnische Streit um den Anspruch auf Wilna offenbarten das Scheitern der Międzymorze-Konföderation, welche um eine polnisch-litauisch-ukrainische Achse konstruiert werden sollte.
Nachdem die Realisierung einer polnisch-litauisch-ukrainischen Föderation in weite Ferne gerückt war, begann Polen die Idee einer zentraleuropäischen Allianz (Drittes Europa) zu vertreten, die von Skandinavien bis Bulgarien, von Italien bis zur sowjetischen Grenze reichen sollte. Nach Piłsudskis Tod 1935 wurde das Projekt von Józef Beck weiter propagiert, fand aber ebenfalls wenig Anklang bei den potentiellen Föderierten, obschon Polen in den 1930er Jahren gute Beziehungen zu vielen skandinavischen und Balkanstaaten aufweisen konnte. Vor allem Litauen und die Tschechoslowakei begegneten solchen Plänen weiterhin mit viel Misstrauen. Für Polen ergab sich aus den außenpolitischen Bemühungen schließlich lediglich die Polnisch-Rumänische Allianz, die sich beim Überfall auf Polen als weitgehend nutzlos erwies (der polnischen Regierung wurde so jedoch die Flucht nach Rumänien ermöglicht).
Im Zweiten Weltkrieg annektierte die Sowjetunion infolge der Aufteilung Polens gemäß dem deutsch-sowjetischen Nichtangriffspakt bzw. nach der Zurückdrängung der deutschen Ostfront im Deutsch-Sowjetischen Krieg diese Territorien 1939 bzw. 1944 erneut und gliederte sie in die Ukrainische SSR, Weißrussische Sozialistische Sowjetrepublik und Litauische SSR ein. Die Planungen für ein Intermarium wurden dadurch aus der Sphäre realisierbarer Politik in den Bereich nostalgisch-intellektueller Reflexion verdrängt.

## Nachkriegszeit
Die Idee des Intermarium blieb unter polnischen Dissidenten und Intellektuellen im Exil präsent, vor allem im Umfeld der Pariser Zeitschrift Kultura (Jerzy Giedroyc, Jerzy Stempowski, Juliusz Mieroszewski).

## Wiederaufleben nach 1989
Die Idee einer Kooperation der Länder Zwischeneuropas kam nach den Revolutionen im Jahr 1989 und in der politischen Wende erneut auf in Form einer engeren politischen und wirtschaftlichen Zusammenarbeit der Visegrád-Gruppe. Die EU knüpfte an dieses Konzept durch die Östliche Nachbarschaftspolitik an. Der Ukraine-Konflikt und die Wahrnehmung der russischen Politik als Bedrohung der östlichen Mitgliedstaaten der EU und NATO durch die Regierungen diverser mittelosteuropäischer Staaten stieß 2014/2015 Überlegungen für eine politische und militärische Kooperation in der betroffenen Region an.

## Drei-Meere-Initiative
Auf Bestreben Polens und Kroatiens wurde 2016 die Drei-Meere-Initiative ins Leben gerufen. In ihrem Mittelpunkt steht die Zusammenarbeit mittel- und osteuropäischer Staaten in den Bereichen der Energiewirtschaft sowie der Infrastruktur nach dem Vorbild des Intermariums. Auf ihrer ersten Konferenz in Dubrovnik verständigten sich 12 Staaten der Region zu verstärkter Zusammenarbeit. Kernprojekte beinhalten den Bau von Flüssiggas-Terminals in Kroatien und Polen inklusive einer Pipeline sowie die Via Carpathia, eine Straße, die Litauen mit der Ägais verbinden soll. Der zweite Kongress der Initiative fand am 6.–7. Juli 2017 in Warschau unter Teilnahme von US-Präsident Donald Trump statt.